# Bundesautobahn 42
De Bundesautobahn 42 (kort BAB 42, A42 of 42), ook wel Emscherschnellweg genoemd, is een Duitse autosnelweg in het Ruhrgebied die van Kamp-Lintfort via Duisburg, Oberhausen, Bottrop, Essen, Gelsenkirchen en Herne naar Castrop-Rauxel loopt.

## Geschiedenis
In 1965 begon de bouw in de omgeving van Herne, het traject werd in 1968 nog als Landesstraße vrijgegeven en in 1969 tot snelweg opgewaardeerd. In 1971 werd het eerste gedeelte tussen aansluiting Essen-Nord en Kreuz Herne volledig vrijgegeven en in 1975 volgde het gedeelte van Kreuz Herne tot Kreuz Castrop-Rauxel-Ost met de verbinding naar de A45. In 1978 werd alleen nog de aansluiting Dortmund-Bodelschwingh gebouwd. In het westen volgde de verlenging via Essen tot Kreuz Oberhausen-West (verbinding met de A3). In de jaren 80 volgde het gedeelte tot aan Kreuz Duisburg-Nord (A59), waarna als laatste het gedeelte tot Kamp-Lintfort (inclusief brug over de Rijn) werd aangelegd. Daardoor werd de A42 met de A57 aan de linker Rijnoever verbonden. Tussen de aansluitingen Herne-Börnig en Herne-Baukau werd een in de Tweede Wereldoorlog drooggelegde kanaalbedding (voormalig zijkanaal van het Dortmund-Eemskanaal) als tracé voor de snelweg gebruikt. Vanaf Herne-Baukau komend in de richting van Castrop-Rauxel kan men het verloop van het voormalige kanaal nog aan het kaarsrechte wegverloop herkennen.

## Vrijgave
De vrijgave voor het verkeer was als volgt:
| Trajectdeel                                                                            | Vrijgave | Lengte  |
| -------------------------------------------------------------------------------------- | -------- | ------- |
| aansl. Herne-Crange - aansl. Herne-Barkau                                              | 1968     | 2,8 km  |
| aansl. Essen-Nord - aansl. Gelsenkirchen-Heßler                                        | 1970     | 3,7 km  |
| aansl. Gelsenkirchen-Heßler - aansl. Herne-Crange                                      | 1971     | 10 km   |
| grens Landschaftsverbanden westelijk aansl. Bottrop-Süd - aansl. Essen-Nord            | 1971     | 5 km    |
| aansl. Oberhausen-Neue Mitte - grens Landschaftsverbanden westelijk aansl. Bottrop-Süd | 1974     | 2,8 km  |
| aansl. Herne-Baukau - Kreuz Castrop-Rauxel-Ost                                         | 1975     | 10,6 km |
| aansl. Duisburg-Nord - Kreuz Oberhausen-West                                           | 1975     | 3,3 km  |
| Kreuz Oberhausen-West - aansl. Oberhausen-Neue Mitte                                   | 1975     | 5,6 km  |
| Kreuz Castrop-Rauxel-Ost - aansl. Dortmund-Bodelschwingh                               | 1978     | 0,3 km  |
| aansl. Duisburg-Beeck - Kreuz Duisburg-Nord                                            | 1980     | 2,7 km  |
| oostelijk Duisburg-Beeckerwerth - aansl. Duisburg-Beeck                                | 1985     | 1,3 km  |
| Kreuz Kamp-Lintfort - aansl. Moers-Nord                                                | 1991     | 4,0 km  |
| aansl. Duisburg-Baerl - oostelijk Duisburg-Beeckerwerth                                | 1991     | 3,0 km  |
| aansl. Moers-Nord - aansl. Duisburg-Baerl                                              | 1992     | 3,0 km  |

## Rijstroken
Van Kreuz Castrop-Rauxel-Ost tot aansluiting Bottrop-Süd heeft de snelweg 2x2 rijstroken. Het westelijke deel heeft over de volledige lengte 2x3 rijstroken.

## Hernoeming van aansluitingen
Tot 4 april 2006 droeg de aansluiting nummer 16 de naam Gelsenkirchen-Schalke. Omdat op deze dag de aansluiting nummer 17 met dezelfde naam werd geopend (terwijl deze volgens planning Gelsenkirchen-Schalke-Nord zou gaan heten) werd aansluiting nummer 16 hernoemd tot Gelsenkirchen-Zentrum.
Verder hernoemingen:
- Bottrop-Süd, oorspronkelijk Bottrop/Essen-Borbeck geheten;
- Oberhausen-Neue Mitte, oorspronkelijk Oberhausen-Osterfeld geheten.

## Vroegere plannen

### Oostelijke verlenging
In het wegenplan voor de bouw van federale wegen in de periode van 1971 tot 1985 was bij het oostelijke einde van de huidige A42 (aansluiting Dortmund-Bodelschwingh) een verlenging tot noordoostelijk van Unna gepland. Intern had deze weg het nummer A78 gekregen die tot de nieuwe noord-zuidverbinding van de B233n (later A443) Bönen - Unna - Iserlohn zou lopen. De snelweg zou zuidelijk van Mengede, noordelijk van Nette, Lindenhorst en Eving, zuidelijk van Derne, noordelijk van Scharnhorst, tussen Kurl en Kaiserau door, zuidelijk van aansluiting Kampen-Süd de A1 kruisen evenals zuidelijk van Heeren-Werve lopen en op de A443 ongeveer ter hoogte van de spoorlijn Dortmund - Welver / K36 (Lünern - Heeren Werve) eindigen. Op 1 januari 1975 werd een nieuwe snelwegnummering ingevoerd op de West-Duitse snelwegen en kreeg deze snelweg het nummer A42. Het A42-tracé lag daarmee ongeveer 1 tot 2 kilometer zuidelijk van de parallel lopende A2. Bij de aansluiting Bodelschwingh werd bij de bouw van de A42 al rekening gehouden met een eventuele verlenging, hier ligt onder de A45 een hoofdrijbaan met 2×2 rijstroken. Deze rijbanen werden in de laatste 20 jaar deels als opslagruimte gebruikt. In het Bundesverkehrswegeplan 2003 is de verlenging naar het oosten niet meer opgenomen.

### Westelijke verlenging
Het wegenplan voor de bouw van federale wegen in de periode van 1971 tot 1985 voorzag dat de toenmalige A78 als 2×2 rijstroken tellende B1103 van Kreuz Kamp-Lintfort naar Rheurdt voortgezet zou worden. Het was ook de bedoeling aansluitend aan dit tracé de tweestrookse B1103n via de omgeving noordelijk van Kerken en Straelen tot de grens met Nederland bij Lomm aan te leggen.
Vanaf 1975 voorzag men voor de tot A42 hernummerde tracé alleen een snelweg tot aan Rheurdt, waar het de langs de B510 geplande A40 zou ontmoeten. Enkele kilometers zuidwestelijke van het knooppunt tussen de A40 en A42 zou de snelweg op het tracé van de B510 eindigen.
In het Bundesverkehrswegeplan 2003 is een tweestrookse randweg zuidelijk van Kamp-Lintfort in kader van de B528 met in totaal 6,3 kilometer met een hoge prioriteit opgenomen. Het eerste deel is in december 2006 voor het verkeer vrijgegeven en loopt tot de Friedrich-Heinrich-Allee in het zuiden van Kamp-Lintfort.

### Verder oorspronkelijk geplande knooppunten tussen de A42 en het snelwegnetwerk
Verdere geplande noord-zuidsnelwegen zouden de A42 kruizen:
- De zuidelijke verlenging van de A31 zou de A42 tussen de aansluitingen Oberhausen-Neue Mitte en Bottrop-Süd in de omgeving van Burg Vondern kruisen. Hier is de helling in de A42 merkbaar vlakker;
- De aansluiting Essen-Nord (voormalige Kreuz Essen-Nord) is onderdeel van de voormalig geplande A52: Kreuz Essen-Ost - Gladbeck;
- In de omgeving van de huidige aansluiting Gelsenkirchen-Schalke was het knooppunt met de A41, de Gelsenkirchener Nord-Süd-Autobahn gepland.

## Project "Parkautobahn A42"
In kader van de succesvolle kandidatuur van Essen en het Ruhrgebied als culturele hoofdstad van Europa 2010 (RUHR.2010) werd de omgeving van de A42 verfraaid. Het project droeg de titel "Parkautobahn A42". De bossen langs de snelweg zijn uitgedund om een blik op het industrielandschap van het Ruhrgebied mogelijk te maken. Op regelmatige afstanden werden watercipressen als herkenningspunten geplant, die door het publiek via een internetverkiezing gekozen zijn. Bovendien zouden in de vijf knooppunten in de binnenkant van de klaverlussen zogenaamde "orenparken" (Ohrenparks) ingericht worden. Bij het knooppunt met de A45 bij Castrop-Rauxel is een park als eerste aangelegd. Tevens werden bij de aansluitingen sculpturen geplaatst, zogenaamde "Parkpoorten", die het nummer van de aansluiting dragen en in het bijzonder elke stad of stadsdeel bij die aansluiting symboliseren. Aansluitend zullen "Parktankstations" bij vijf aansluitingen de automobilist informatie over het Emscher landschapspark bieden en de overstap op het openbaar vervoer door P+R-parkeerplaatsen vergemakkelijken. Het project werd in 2011 doorgezet, door de Technische Universiteit Dortmund geëvalueerd en zal de komende 20 jaar volledig uitgevoerd worden.

## Galerij

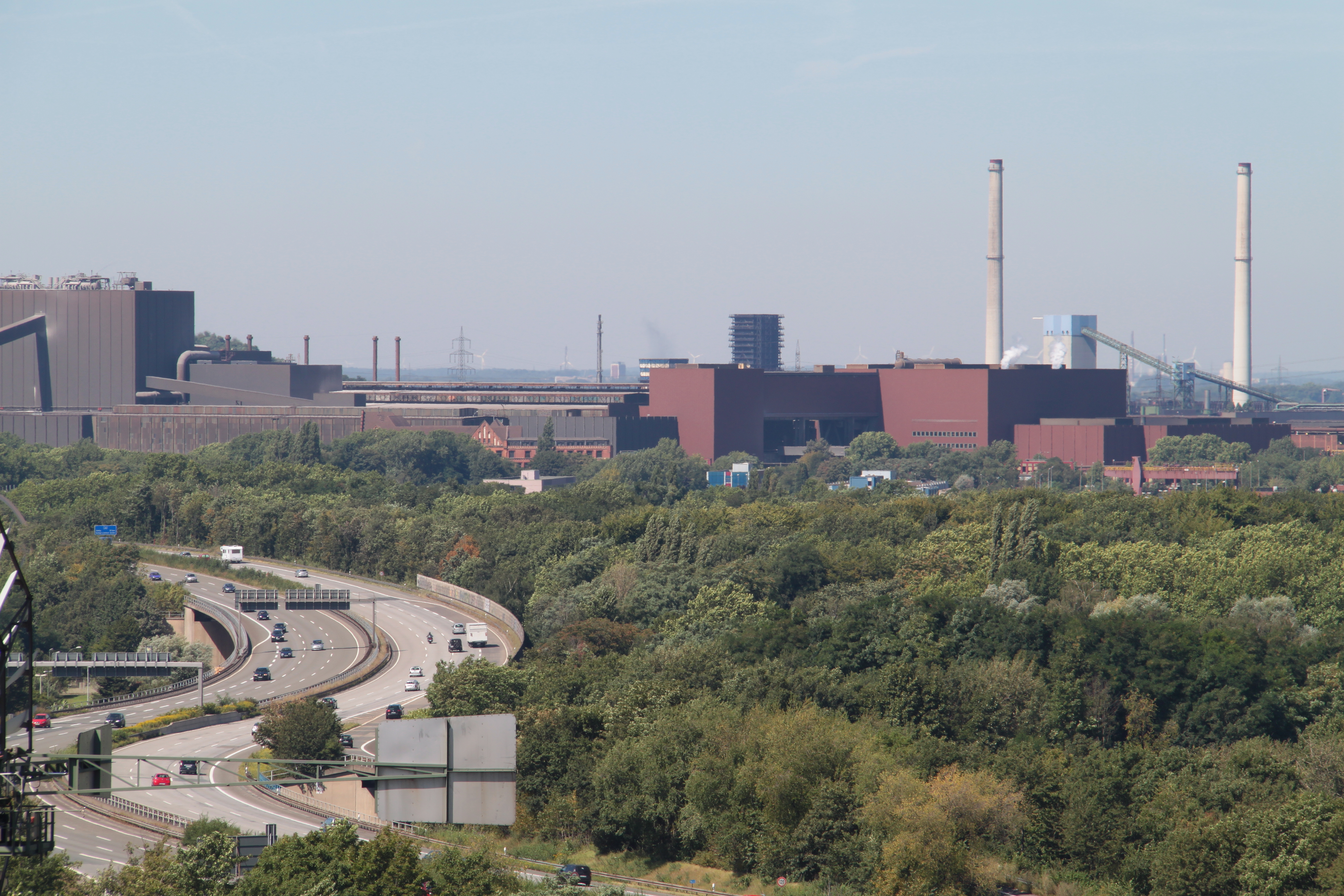
Landschapspark Duisburg-Noord met linksonder de A42. (2012)
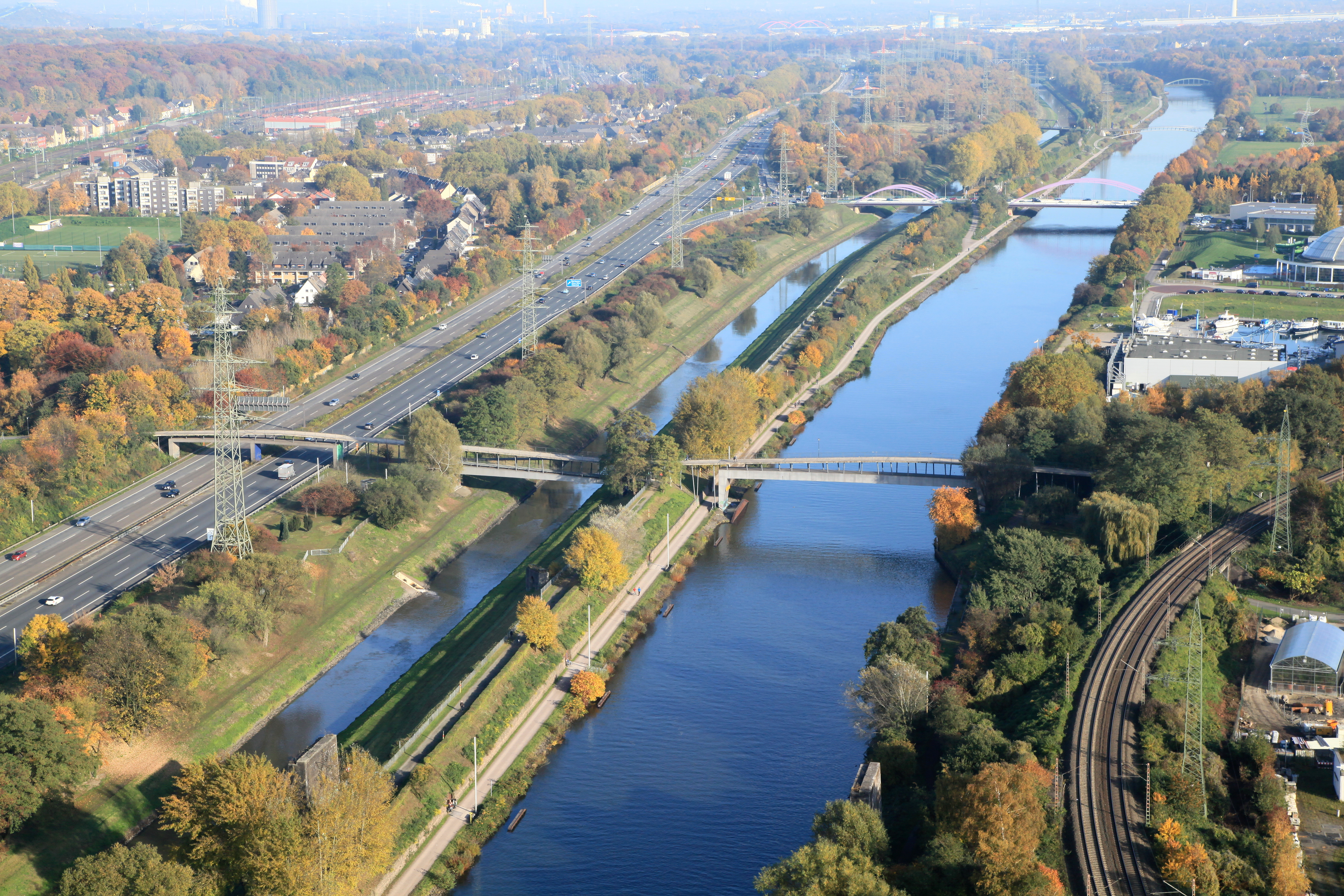
De A42 (links) parallel aan de Emscher en het Rijn-Hernekanaal bij Oberhausen (2015).
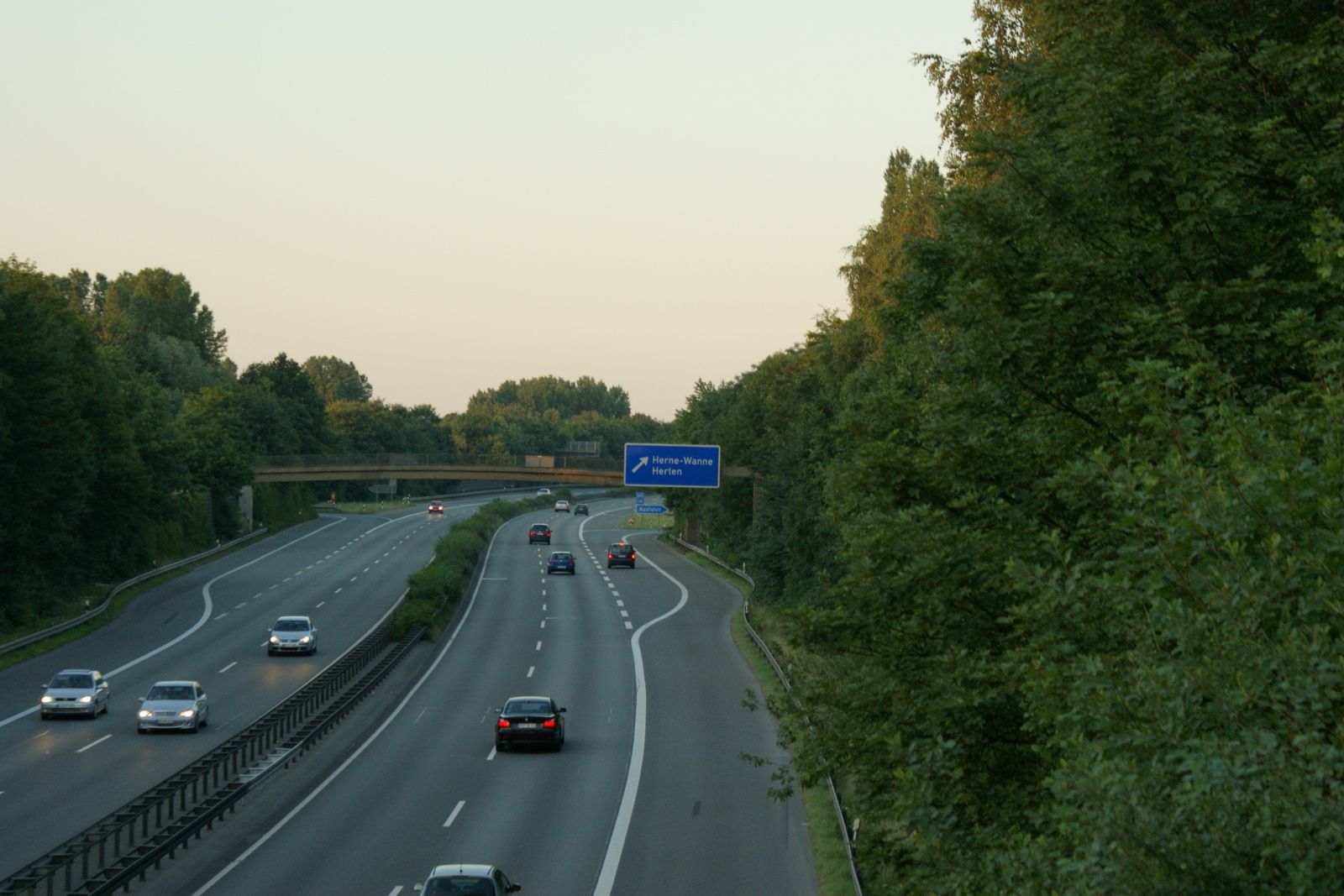
De A42 bij Herne-Wanne kijkend richting het oosten. (2008)
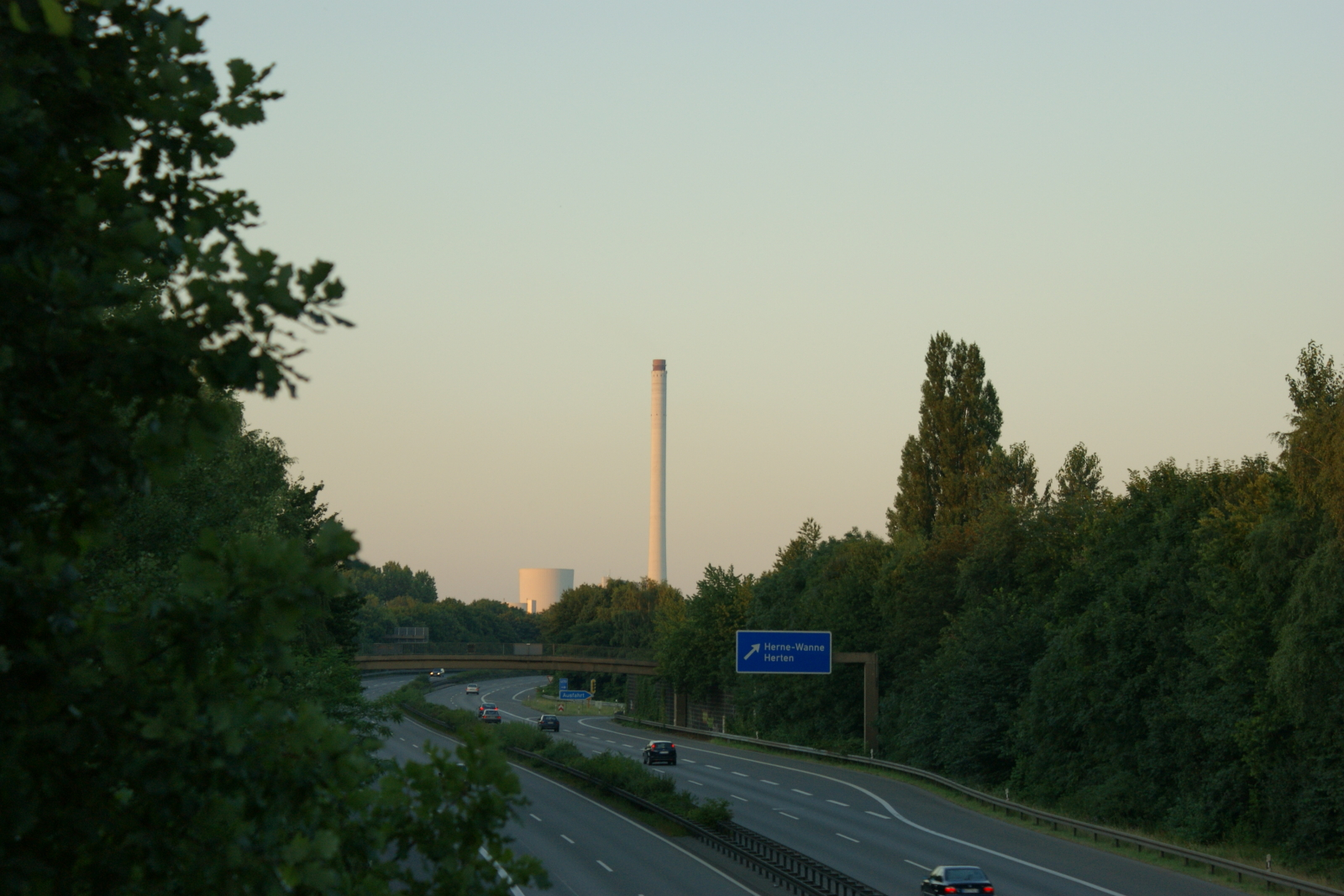
A42 kort voor de aansluiting Herne-Wanne met blik op de kolencentrale Herner STEAG. (2008)
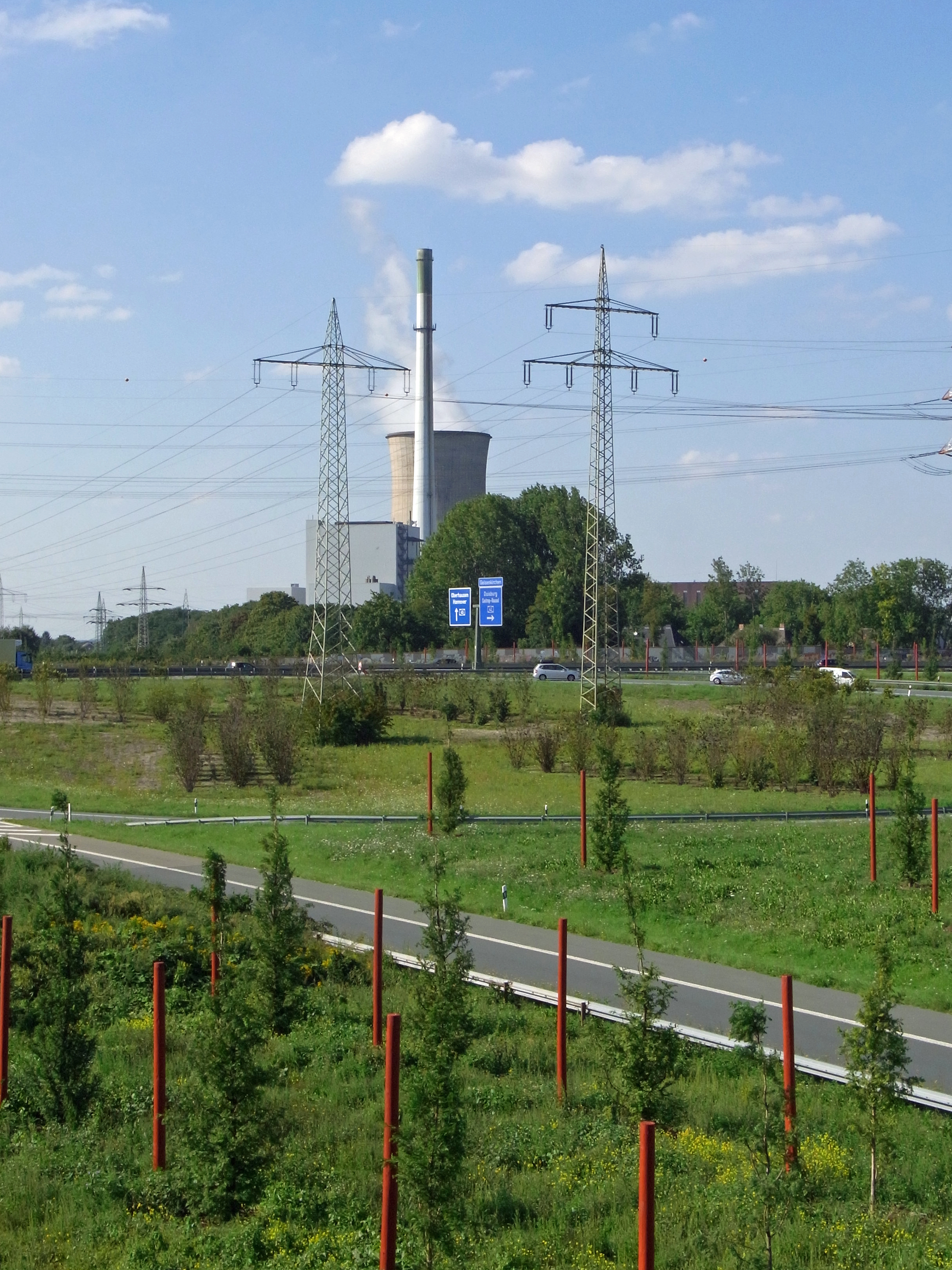
Het "orenpark" in Kreuz Castrop-Rauxel-Ost. (2010)